# Menschen in der Stadt (Film)
Menschen in der Stadt (Originaltitel Människor i stad) ist ein schwedischer Kurzfilm von Arne Sucksdorff aus dem Jahr 1947. In einem Dokumentarfilm ähnlichen Stil zeigt er schwarzweiße Impressionen von der Stadt Stockholm.

## Handlung
Der Film zeigt zunächst Stockholm aus der Vogelperspektive und wendet sich dann Details im Straßenverkehr und Menschen an ihrem Arbeitsplatz zu.
Es folgt eine Szene, in deren Mittelpunkt ein junger Mann steht. Wie andere Passanten leidet er zunächst unter der Hitze, bevor ein Gewitter ausbricht. Er rettet sich vor dem Regen in einen Hauseingang, wo unter anderem auch eine junge Frau auf besseres Wetter wartet. Sie tauschen interessierte Blicke aus. Als der Regen nachlässt und die Frau den Unterstand verlässt, folgt ihr der Mann und hilft ihr beim Tragen des Einkaufsnetzes.
Die zweite Szene zeigt spielende Kinder, die bereits zuvor im Film kurz zu sehen waren. Ein Junge greift sich den Ball eines anderen und flüchtet damit – zusammen mit zwei weiteren Gefährten – in eine fast menschenleere Kirche. Während sie sich umsehen und die Kunstwerke bewundern, werden sie von dem Bibeln einsammelnden Küster beobachtet. Als der kleinste Junge dem älteren einen Sack mit Murmeln aus der Hand zieht, verteilen diese sich auf dem Kirchenboden und die Kinder fangen an, sie aufzusammeln. Der Küster kommt mit zunächst düsterem Gesichtsausdruck auf sie zu, beruhigt sich aber beim Anblick des Kleinkindes und hilft beim Aufsammeln der Murmeln.
In der dritten Szene beobachten Passanten einen Reiterumzug. Im an die Straße angrenzenden Fluss liegen Fischerboote. Das Paar und Kinder aus den vorherigen Episoden schauen von einer Brücke auf sie hinunter. Auch ein Maler steht dort, der einen arbeitenden Fischer malt. Dieser wird dadurch abgelenkt, lässt eine Kurbel los, um sich den Bart zu kämmen und verliert sein Netz mit drei gefangenen Fischen. Ein Junge ertauscht sich von einem anderen Kind eine Angel und drei Fische gegen seinen Beutel mit Murmeln. Beim Angeln werden die Fische ihm unbemerkt von Möwen weggeschnappt, während ein Zug vorbeibraust. Der Junge fängt einen Fisch und bemerkt den Verlust. Dann entdeckt er ein Pacoast-Früchte-Plakat, das im Wasser schwimmt.
Zum Schluss des Films wird es langsam dunkel. Der vorher angelnde Junge und der Fischer gehen angeregt redend über einen Platz. Ein blinder Mann sucht nach seinem Stock und der Junge hilft ihm dabei. Der Blinde spielt auf seiner Geige, während die anderen beiden den Ort verlassen. Einige letzte Bilder zeigen die Stadt bei Nacht.
Der Film ist mit zur Handlung passender Musik und Geräuschen unterlegt, hat aber keine Dialoge.

## Hintergrund
Nach einigen Dokumentarfilmen, in deren Mittelpunkt die Natur stand, griff Sucksdorff mit Menschen in der Stadt das für ihn neue Sujet Großstadtleben auf. Als Schauplatz wählte er seine Heimatstadt Stockholm. Zuvor hatten bereits andere Filmemacher ähnliche impressionistische Zusammenstellungen von kurzen Stadtszenen (City Symphonies) geschaffen, beginnend mit Alberto Cavalcantis Rien Que les Heures (1926), Walter Ruttmanns Berlin – Die Sinfonie der Großstadt (1927) und Regen von Joris Ivens (1929).
Menschen in der Stadt wurde von der schwedischen Filmgesellschaft AB Svensk Filmindustri produziert. Es handelte sich um eine Auftragsarbeit für den Stockholmer Touristenverband und das Svenska institutet. Der Film erregte Aufsehen, da er zwar von Stockholm handelte, sich aber anstatt auf Sehenswürdigkeiten und Architektur der Stadt auf die Menschen konzentrierte.
Die Premiere fand am 15. August 1947 im Skandia-Theater in Stockholm statt.
1949 wurde Menschen in der Stadt als erster schwedischer Film mit einem Oscar ausgezeichnet (Kategorie Bester Kurzfilm).

## Rezeption
Filmtheoretiker Siegfried Kracauer kritisierte, dass die einzelnen Geschichten dem Film zwar Farbe gäben, jedoch in einer Art Puppenstadium blieben und sich nicht weiterentwickelten. Es seien nur Vorschläge für Geschichten, die nicht verwirklicht würden, wodurch der Zuschauer nicht ganz zufrieden zurückbleibe.